# 一畑電気鉄道

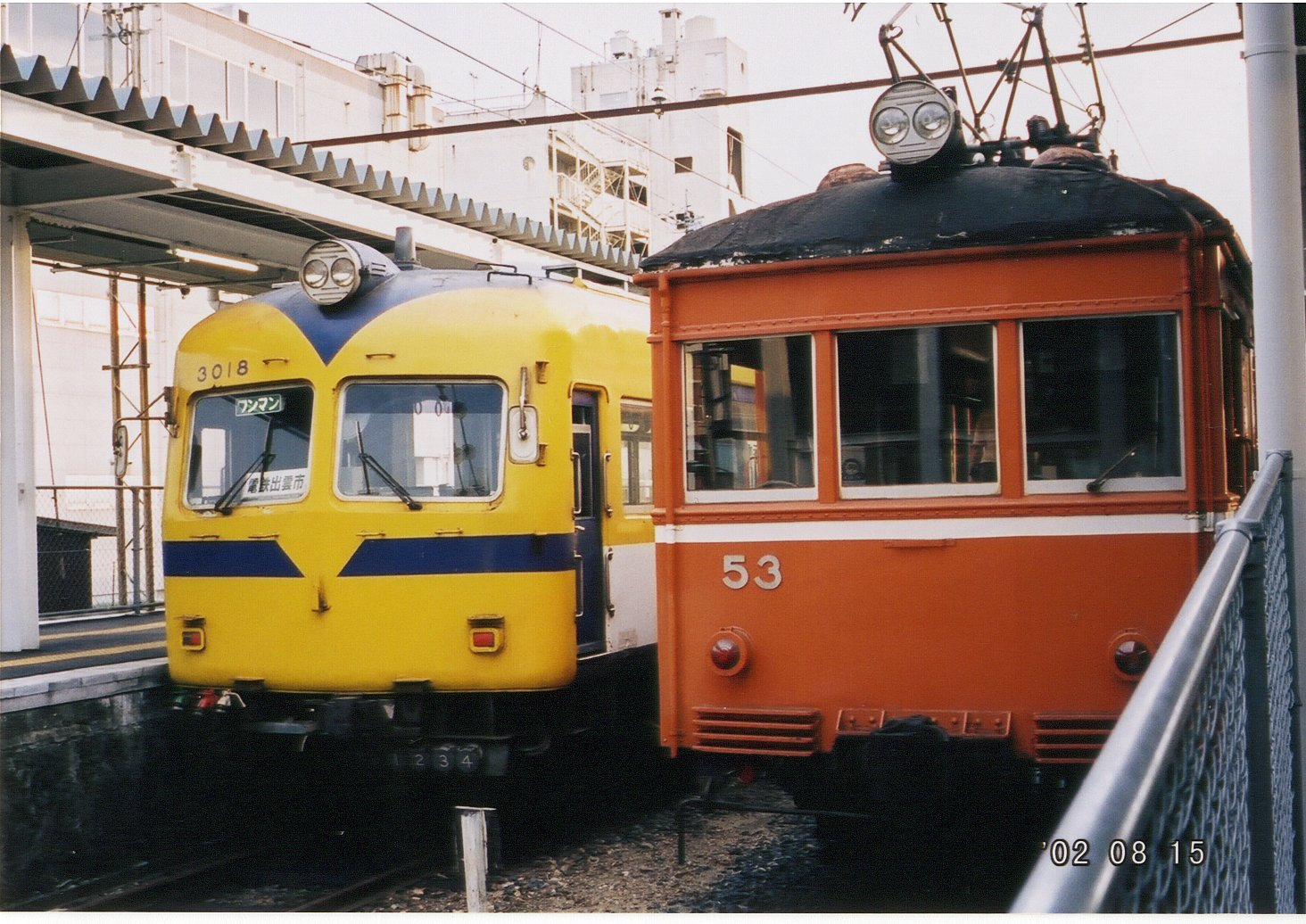
鉄道線車両

一畑電気鉄道株式会社（いちばたでんきてつどう、英: The Ichibata Electric Railroad Co., Ltd.）は、島根県東部を中心に事業を展開している、一畑グループ各社を統括する事業持株会社である。直営事業としては不動産業などを展開している。本社は島根県松江市中原町49。

## 概要
従前より一畑グループをまとめる統括企業としての機能を担っており、かつては鉄道事業やバス事業、タクシー事業などを直営で行っていた。しかし1971年にタクシー事業を、2000年にバス事業を分社化。そして2006年に鉄道事業などを分社化した際に事業持株会社へ移行した。そのため現在は不動産業などの一部を直営で行っているほかは大部分が子会社での運営となり、グループを統括する機能が主となっている。
社名は、出雲市にある一畑寺（一畑薬師）への参詣者輸送を目的とした鉄道を計画したことに由来している。
なお、かつて直営していた事業についての詳細は一畑電車や一畑バスなど、各事業子会社の記事を参照のこと。

## 歴史
- 1912年（明治45年）4月6日 - 一畑軽便鉄道株式会社を創立[2]。
- 1914年（大正3年）4月29日 - 出雲今市（現在の電鉄出雲市） - 雲州平田間を開業。
- 1915年（大正4年）2月4日 - 雲州平田 - 一畑間を開業。
- 1925年（大正14年）7月10日 - 社名を一畑電気鉄道株式会社に改称（10日実施、15日届出）。
- 1927年（昭和2年）10月 - 直流1500V電化。
- 1928年（昭和3年）
  - 4月5日 - 小境灘（現在の一畑口） - 北松江（現在の松江しんじ湖温泉）間を開業。
  - 7月14日 - 島根鉄道が荒島 - 出雲広瀬間を開業。
- 1930年（昭和5年）2月2日 - 川跡 - 大社神門（現在の出雲大社前）間を開業。
- 1932年（昭和7年）12月12日 - 大社宮島鉄道が出雲今市 - 出雲須佐間を開業。
- 1934年（昭和9年）9月4日 - 一畑ケーブルより鉄道敷設権（簸川郡東村地内 鋼索線）譲受[3][2]。
- 1936年（昭和11年）9月15日 - 鉄道免許失効（簸川郡東村地内  鋼索線 指定ノ期限マテニ工事施工認可申請ヲ為ササルタメ）[4]。
- 1938年（昭和13年）6月9日 - 大社宮島鉄道は出雲鉄道に改称。
- 1944年（昭和19年）
  - 12月10日 - 小境灘 - 一畑間を営業休止。
  - 10月31日 - 伯陽電鉄（米子市 - 法勝寺間、後の日ノ丸自動車法勝寺電鉄線）と広瀬鉄道が合併し山陰中央鉄道となる。
- 1948年（昭和23年）4月1日： 山陰中央鉄道の広瀬線を島根鉄道として分離。
- 1954年（昭和29年）
  - 5月1日 - 一畑電気鉄道は出雲鉄道を吸収合併し、立久恵線（非電化）とする。
  - 12月1日 - 一畑電気鉄道は島根鉄道を吸収合併し、広瀬線（直流600V電化）とする。
- 1960年（昭和35年）
  - 4月26日 - 休止中の一畑口 - 一畑間を廃止。
  - 6月19日 - 広瀬線を廃止。
  - 10月 - 一畑パーク（遊園地）開園。
- 1962年（昭和37年）3月28日 - 一畑自動車道（一畑口 - 一畑薬師）開業。
- 1964年（昭和39年）7月19日 - 災害のため立久恵線を休止。
- 1965年（昭和40年）2月18日 - 休止中の立久恵線を廃止。
- 1968年（昭和43年）3月 - 出雲市自動車部から市営バス事業を譲受。
- 1971年（昭和46年）12月 - タクシー事業を松江一畑タクシー（現松江一畑交通）、出雲一畑タクシー、平田一畑タクシー（ともに現出雲一畑交通）に譲渡。
- 1979年（昭和54年）
  - 8月 - 一畑パーク閉園。
  - 9月24日 - 一畑自動車道廃止、一般自動車道事業から撤退。
- 1995年（平成7年）12月1日 - 隠岐営業所を隠岐一畑交通として分社。出雲管内の大田線（9号線経由）を口田儀の越堂（こえどう）までに短縮し田儀線に変更。
- 1996年（平成8年）5月1日 - 三成営業所を仁多交通（現奥出雲交通）と日ノ丸自動車（旧横田町域・現在は奥出雲交通が運行）にそれぞれ移管。
- 1998年（平成10年）10月1日 - 平田市（現出雲市）の路線を廃止。平田市生活バス（現平田生活バス）が運行。
- 1999年（平成11年）
  - 12月1日 - 木次町（現雲南市）の路線を廃止。木次町民バス（現雲南市民バス）が運行。
  - 12月31日 - 広島営業所を廃止。
- 2000年（平成12年）4月1日 - 松江営業所・出雲営業所の乗合バス事業を一畑バスとして分社。広瀬営業所を安来能義広域行政組合（現安来市広域生活バス）に譲渡。
- 2006年（平成18年）4月1日 - 一畑電気鉄道が持株会社に移行。鉄道事業を新設の一畑電車へ、航空代理事業を一畑トラベルサービスへ、貸切バス事業（一畑観光バス）を一畑バス・松江一畑交通・出雲一畑交通へ、人材派遣業を一畑プランニングへ、ホテル事業（ツインリーブスホテル出雲）をホテル一畑へ、外食事業（レストラン神名火・松江堀川地ビール館・喫茶アゼーリア）をいずもへそれぞれ移管。
- 2008年（平成20年）12月 - ミツワタクシーの全株式を取得し、系列化。
- 2015年（平成27年）4月1日 - 松江一畑交通・出雲一畑交通の大型貸切バス事業を一畑バスへ移管。
- 2019年（平成31年）4月1日 - 松江一畑交通が双葉タクシー・ミツワタクシーを吸収合併[5]。
- 2023年（令和5年）2月 - 一畑百貨店の観光事業を会社分割により株式会社いずもへ承継。

## 直営事業
直営事業としては島根県立古代出雲歴史博物館の管理運営や保険代理店事業、不動産事業などを行っている。

## 一畑グループ
運輸業
- 一畑電車
- 一畑バス
- 松江一畑交通
- 出雲一畑交通
- 隠岐一畑交通

サービス業
- 一畑トラベルサービス
- ホテル一畑
- 平田自動車教習所
- 一畑パーク（松江フォーゲルパークの運営）

卸・小売業
- 一畑百貨店（2024年1月廃業、三越と業務提携。三越伊勢丹HDは一畑に出資している）
- 一畑友の会（同上）
- いずも（観光センターいずも・アゼーリア・松江堀川地ビール館 ほか）
- カーテックス一畑（旧:一畑自動車整備）

建設事業
- 一畑工業
- 一畑住設

その他事業
- 出雲空港ターミナルビル（持分法適用関連会社）

一畑が出資するその他の会社（グループ外）
- 奥出雲交通（第三セクター、奥出雲町が96%、一畑が4%を出資）
- 山陰中央テレビジョン放送（フジ・メディア・ホールディングス、田部美術館に次ぐ第3位の大株主）

### かつての子会社
- 山陰いすゞ自動車（現いすゞ自動車中国四国）
かつては旧島根ヤナセ（メルセデス・ベンツ島根、後のカーテックス一畑→現シュテルン島根）も加盟していたが、2006年10月にカーテックスから独立し[6]、現在はサンヨーオートセンターのグループ会社となっている。